# Ким, Татьяна Владимировна
Татья́на Влади́мировна Ким (до 2024 года, во время замужества, — Бакальчу́к; род. 16 октября 1975, Грозный) — российская предпринимательница, соосновательница и генеральный директор российского маркетплейса Wildberries.
В 2021 году Forbes поставил Татьяну и Владислава Бакальчуков на первое место среди самых богатых семей России. По данным издания, их имущество оценивалось в 13,1 млрд $. В рейтинге российских миллиардеров за 2024 год, составленном российской версией журнала Forbes, Бакальчук занимает 22-е место с состоянием 7,4 млрд $.

## Биография
Татьяна Ким родилась 16 октября 1975 года в городе Грозный, в семье советских корейцев: учителя начальных классов и инженера. Окончила школу в посёлке Газопровод, затем в 1997 году — факультет иностранных языков Коломенского педагогического института, работала в школе и занималась репетиторством, преподавала английский язык. Собиралась получить профессию дизайнера, но планы нарушил кризис 1998 года.
В начале 2000-х Ким познакомилась с будущим мужем Владиславом Бакальчуком: радиофизиком по образованию и предпринимателем, основателем интернет-провайдера Utech. После рождения ребёнка в 2004 году Бакальчук привлекла идея собственного дела, и выбор пал на интернет-торговлю одеждой и обувью. Дизайн-студия, входящая в структуру компании мужа, разработала сайт, а товары Бакальчук заказывала в популярных каталогах Otto и Quelle и продавала с комиссией.

### Бизнес
В 2004 году Бакальчуки основали компанию Wildberries. Поначалу предпринимательница сама заказывала и принимала товары и занималась доставкой, а складом служила квартира. Первыми сотрудниками стали родственники, но уже через год у компании появился офис в Милькове, курьеры, операторы и программисты. Компания начала сотрудничать с небольшими европейскими производителями и покупать товарные остатки известных марок.
Предпринимательница сделала ставку на объём продаж. Компания ввела единый тариф на доставку по всей стране (а затем — бесплатную доставку) и примерку с возможностью отказаться от части заказа, а затем начала развивать сеть центров самовывоза с примерочными. В дальнейшем они стали играть роль распределительных центров, через которые поставщики могут отгружать товары. К 2020 году у компании было более 7000 пунктов выдачи.
На 2012 год компания продавала более 1000 брендов одежды и обуви, а сайт обогнал по числу посетителей Ozon.ru. В кризис 2014 года Wildberries отказался от самостоятельной закупки товара, перейдя на модель, по которой работает Amazon: загрузкой товара и клиентской поддержкой занимаются поставщики. Росту компании помогла пандемия коронавируса, когда люди стали чаще покупать и продавать онлайн. К этому времени на платформе Wildberries были представлены 400 тысяч предпринимателей и предприятий.
На 2020 год Wildberries был крупнейшим интернет-магазином России по оценке Data Insight. В 2019 году американский Forbes включил её в список самых заметных новых миллиардеров, а российский — самой богатой женщиной страны.
В 2020 году Бакальчук возглавила рейтинг селф-мейд женщин России по версии Forbes Woman. В этом же году потеряла почти половину своего состояния на фоне ухудшения положения на мировом инвестиционном рынке.

Состояние Бакальчук на 2021 год составляло 13 млрд долларов (+800 % к 2020 году, что составило львиную долю от увеличения общего капитала богатейших женщин России).
В феврале 2021 года купила банк «Стандарт-кредит», который был переименован в Вайлдберриз банк.
В апреле 2023 года Бакальчук сообщила о поиске нового русскоязычного бренда вместо Wildberries.
29 января 2024 года в СМИ сообщалось о проведённых обысках в квартире Бакальчук в связи с расследованием дела в отношении Wildberries. Wildberries позднее опровергла сообщения об обысках у Бакальчук.
В 2025 году Ким вошла в список 50 самых богатых селф-мейд женщин мира от Forbes, заняв 18 место и будучи в нём единственной россиянкой. По оценке Forbes, её личное состояние составило $4,6 млрд. Также в 2025 году она заняла 34 место в рейтинге 146 миллиардеров России.

## Общественная деятельность
Бакальчук входит в Президиум совета Консультационного совета Минпромторга.
В декабре 2021 года вошла в центральный штаб Общероссийского народного фронта.
В феврале 2023 года возглавила Российско-армянский деловой совет.

## Семья
Была замужем за предпринимателем Владиславом Бакальчуком, который руководил операционной деятельностью компании — занимался вопросами продаж, маркетинга и закупок. У пары семеро детей. В 2021 году названы богатейшей семьёй России.
23 июля 2024 года Бакальчук объявила о начале бракоразводного процесса с мужем. В сентябре 2024 года предпринимательница сообщила в своём Telegram-канале о возвращении своей девичьей фамилии — Ким. Запуск процедуры смены фамилии был подтверждён пресс-службой Wildberries, свидетельство о смене фамилии датированное 5 октября 2024 года было опубликовано в блоге Ким в тот же день. 10 февраля 2025 года Владислав Бакальчук заявил, что суд расторг его брак с Татьяной.
У Бакальчук есть сестра — Мария Андреева (урождённая Ким). Согласно информации из её социальных сетей, Андреева работает в Wildberries, а также у неё есть ещё одна сестра — 20-летняя Альбина Цой. В свою очередь, Цой указала среди своих близких родственников Максима и Надежду Ким. Они также являются сотрудниками Wildberries. 
Брат Татьяны Бакальчук, Юрий Цой, бывший генеральный директор Starprofi, он племянник Сергея Цоя, вице-президента «Роснефть» и бывшего руководителя пресс-службы Юрия Лужкова. Жена Сергея Цоя, Анна Ким, известна под псевдонимом Анита Цой. Считается, что она является другом семьи главы «Роснефти» Игоря Сечина.

### Корпоративный спор с супругом
В июне 2024 Wildberries объявила о слиянии с крупнейшим в России оператором рекламы Russ. 21 июля 2024 года глава Чечни Рамзан Кадыров рассказал в своём Telegram-канале, что к нему приехал Владислав Бакальчук, который пожаловался на «серьёзные проблемы как внутри семьи, так и с основанным семейным бизнесом». По словам Бакальчука, они с Кадыровым «раньше дружили, общались». Кадыров опубликовал видео, на котором Бакальчук рассказывает подробности конфликта:
Жена ушла из дома, связалась с непонятной компанией, которая под видом объединения отжимает бизнес и выводит активы. Причем компания в сто раз меньше, а в совместном предприятии доли примерно одинаковые. Леван Мирзоян. Компания Russ Outdoor.
Кадыров заявил, что это рейдерство, пообещав довести информацию до руководства государства. Татьяна Бакальчук отреагировала публикацией в своём телеграм-канале. «Это не рейдерский захват. Это развод. С самого начала всё было согласовано с Владиславом, он лично присутствовал на презентации топ-менеджменту новой структуры объединённой компании», — написала Бакальчук.
По словам источника Forbes, Владислав Бакальчук покинул компанию в начале июля. 24 июля 2024 года Владислав Бакальчук заявил, что в случае раздела имущества при разводе хочет получить половину доли компании.
17 апреля Савеловский суд Москвы принял решение в пользу Татьяны Ким по разделу имущества с Владиславом Бакальчуком. Судья удовлетворил исковые требования Ким и передал ей долю Бакальчука в 1% в ООО «Вайлдберриз». Таким образом, Ким стала владельцем 100% компании. Также за ней остается 100%-ная доля в ООО «Вайлдберриз Банк» и все средства, которые находятся на её персональных счетах.

## Санкции
23 июля 2021 года Бакальчук внесена в санкционный список Украины из-за продажи «российской пропаганды» и российской военной формы. Также под санкции попали подразделения Wildberries и муж Владислав. Власти намеревались заблокировать активы Wildberries, запретить транзит через территорию Украины, будут препятствовать выводу из Украины капитала, технологий и прав на интеллектуальную собственность.
В апреле 2022 года, на фоне вторжения России на Украину, Бакальчук и компания Wildberries внесены в санкционный список Польши за косвенную поддержку агрессии против Украины. Власти страны отмечают, что компания связана с банком Wildberries и ВТБ, а также была обвинена в продаже российской военной формы и антиукраинской литературы.